# Liste der Monuments historiques in Crazannes
Die Liste der Monuments historiques in Crazannes führt die Monuments historiques in der französischen Gemeinde Crazannes auf.

## Liste der Bauwerke
| Bezeichnung          | Beschreibung | Standort | Kennzeichnung | Schutzstatus   | Datum               | Bild           |
| -------------------- | --- | -------- | ------------- | -------------- | ------------------- | -------------- |
| Château de Crazannes | Burganlage des 15. Jahrhunderts, ab dem 16. Jahrhundert zum Schloss umgebaut; Kapelle, 12. und 15. Jahrhundert; Taubenturm, Anfang des 17. Jahrhunderts | (Lage)   | PA00104664    | Classé Inscrit | 1913 1925 1963 1988 | weitere Bilder |

## Liste der Objekte
| Bezeichnung                | Beschreibung               | Standort                           | Kennzeichnung | Schutzstatus | Datum | Bild |
| -------------------------- | -------------------------- | ---------------------------------- | ------------- | ------------ | ----- | ---- |
| Modell eines Segelschiffes | Votivgabe; Holz, nach 1874 | in der Kirche Ste-Madeleine (Lage) | PM17000624    | Classé       | 1994  |      |